# Han de Vries
Han de Vries (Den Haag, 31 augustus 1941) is een Nederlands hoboïst.

## Opleiding
De Vries studeerde aan het Amsterdams Conservatorium bij Haakon Stotijn, eerste hoboïst van het Concertgebouworkest, en daarvoor bij diens vader Jaap Stotijn aan het Koninklijk Conservatorium in Den Haag. 

## Activiteiten
Toen hij 22 was werd hij benoemd tot docent aan het Sweelinck Conservatorium in Amsterdam, en werd hij eerste hoboïst van het Concertgebouworkest. Na 7 jaar ging hij uit het orkest om zich volledig te kunnen wijden aan solospelen en kamermuziek.
De Vries wordt beschouwd als de leidende exponent van de Nederlandse hoboschool. Naast de moderne hobo speelde hij ook barokhobo. Veel componisten schreven speciaal voor hem nieuwe stukken voor hobo, waaronder Louis Andriessen, Willem Breuker, Morton Feldman, Bruno Maderna en Peter Schat.

## Prijzen en onderscheidingen
De Vries was winnaar van diverse prijzen, waaronder de Prix d'Excellence. Ook met de opnames die hij maakte won hij prijzen, waaronder drie Edisons (waarvan een met pianist Rudolf Jansen en in 2021 de Oeuvreprijs). In oktober 2012 ontving hij de Diapason d'Or voor de cd/dvd-box Han de Vries – The Radio Recordings die ter gelegenheid van zijn zeventigste verjaardag is uitgebracht. Een tweede cd/dvd-box getiteld Han de Vries – The Almost Last Recordings verscheen bij zijn vijfenzeventigste verjaardag. Beide boxen werden samengesteld door zijn oud-leerling Peter Bree.

## Persoonlijk
Han de Vries is joods. Hij is de zoon van zangeres Chanah Milner. Zijn vader was architect en was voor zijn geboorte opgepakt door de nazi's. Na de oorlog kwam hij terug naar Nederland vanuit concentratiekamp Sachsenhausen. Tijdens de oorlog was Han de Vries ondergebracht bij het kinderloze echtpaar Vermeulen in Aalsmeer, terwijl zijn moeder ondergedoken was in Amsterdam.